# Abasolo (Tamaulipas)
Abasolo è una municipalità dello stato di Tamaulipas, nel Messico centrale, il cui capoluogo è la località omonima.
Conta 12.070 abitanti (2010) e ha una estensione di 1.858,83 km².
Il paese deve il suo nome a José Mariano de Abasolo (1783-1816), uno dei generali rivoltosi durante la guerra d'indipendenza del Messico.